# Chamaecereus schreiteri
Chamaecereus schreiteri ist eine Pflanzenart aus der Gattung Chamaecereus in der Familie der Kakteengewächse (Cactaceae). Das Artepitheton schreiteri ehrt den argentinischen Botaniker R. Schreiter.

## Beschreibung
Chamaecereus schreiteri bildet dichte Gruppen oder flache Polster, die aus zahlreichen Trieben bestehen und Durchmesser von bis zu 30 Zentimeter erreichen. Die kugelförmigen bis verlängerten Triebe erreichen Durchmesser von 1,5 bis 3 Zentimeter. Sie besitzen eine große Pfahlwurzel. Es sind neun bis 14 Rippen vorhanden. Die auf ihnen befindlichen Areolen stehen nicht besonders eng beieinander. Mitteldornen werden in der Regel nicht ausgebildet. Gelegentlich ist ein einzelner, bis zu 2 Zentimeter langer vorhanden. Die sechs bis acht weißlichen, feinen Randdornen sind gebogen und weisen eine Länge von 0,5 bis 1 Zentimeter auf.
Die trichterförmigen, mehr oder weniger purpurroten Blüten besitzen einen dunkleren Schlund. Sie sind bis zu 3 Zentimeter lang und erreichen ebensolche Durchmesser. 

## Verbreitung und Systematik
Chamaecereus schreiteri ist in den argentinischen Provinzen Tucumán und Catamarca in Höhenlagen von 2500 bis 3500 Metern verbreitet.
Die Erstbeschreibung als Lobivia schreiteri durch Alberto Castellanos wurde 1930 veröffentlicht. Boris O. Schlumpberger stellte die Art 2012 in die Gattung Chamaecereus. Weitere nomenklatorische Synonyme sind Echinopsis schreiteri (A.Cast.) Werderm. ex Backeb. (1931), Lobivia saltensis var. schreiteri (A.Cast.) Rausch (1975) und Echinopsis saltensis subsp. schreiteri (A.Cast.) M.Lowry (2003).

## Nachweise